# Marco Protasi
Marco Protasi (Spoleto, 13 ottobre 1950 – Roma, 1º febbraio 1998) è stato un matematico e informatico italiano.

## Biografia
È nato a Spoleto nel 1950. Dopo il diploma al liceo scientifico Galileo Galilei di Terni nel 1969, si è laureato in matematica nel 1973 all'Università degli Studi di Roma "La Sapienza" dove è rimasto per qualche anno con borsa di studio. Ha insegnato logica matematica presso la Facoltà di Scienze dell'Università del Salento e ha insegnato matematica applicata e tecnica della programmazione presso la Facoltà di Scienze dell'Università dell' Aquila. Nel 1987 è stato professore straordinario di Teoria delle macchine calcolatrici presso l'Università degli Studi di Roma Tor Vergata, dove, fino alla morte prematura,  ha continuato ad insegnare, come ordinario di Informatica teorica.
È stato incaricato di ricerca presso l'Istituto di analisi dei sistemi ed informatica del CNR dal 1979 al 1985, ha diretto un'unità operativa del progetto strategico del CNR Reti Neurali, è stato più volte professore visitatore all'ICSI (Berkeley) - University of California, Berkeley, è stato coordinatore del progetto bilaterale MURST/ British Council su Approximate and Learning Algorithms e membro del Consiglio Direttivo dell'Associazione Europea di Informatica Teorica.
Ha scritto oltre sessanta pubblicazioni riguardanti, principalmente, la complessità di calcolo e soluzioni approssimate di problemi computazionalmente difficili, studiati da differenti punti di vista. Tra le altre tematiche ricordiamo l'applicazione delle reti neurali ricorrenti al riconoscimento del parlato.

## Opere
- Marco Protasi, Nicolai I. Bucharin, Scienza al bivio : interventi dei delegati sovietici al Congresso internazionale di storia della scienza e della tecnologia, Londra 1931, Bari, De Donato, 1977, OCLC 5894559798.
- (EN) Marco Protasi, Giorgio Ausiello, CAAP '83 : trees in algebra and programming 8th colloquium, L'Aquila, March 9-11, 1983, proceedings, Berlino, Springer, 1983, OCLC 878749531.
- Marco Protasi, Franco Eugeni e Mauro Cerasoli, Elementi di matematica discreta, Presentazione di Giancarlo Rota, Bologna, Zanichelli, 1988, ISBN 978-88-08-03858-6.
- Marco Protasi, Giorgio Ausiello, Alberto Marchetti Spaccamela, Teoria e progetto di algoritmi fondamentali, Milano, Angeli, 1990, ISBN 978-88-20-42467-1.
- (EN) Marco Protasi, Giorgio Ausiello, Michele Angelaccio, A characeterization of space complexity classes and subexponential time classes as limiting polynomially decidable sets, Berkeley, ICSI, 1991, OCLC 930857199.
- (EN) Marco Protasi, Giorgio Gambosi, Maurizio Talamo, Dynamic maintenance of approximated solutions of Min-Weighted Node Cover and Min-Weighted Set Cover problems, Berkeley, ICSI, 1993, OCLC 839906577.
- (EN) Marco Protasi, Giorgio Ausiello e altri, Complexity and Approximation : Combinatorial Optimization Problems and Their Approximability Properties, Berlino, Springer, 1999, ISBN 9783642584121.